# Holmsjöstacken
Holmsjöstacken är en sjö i Karlskrona kommun i Blekinge och ingår i Lyckebyån-Nättrabyåns kustområde. Sjön har en area på 0,0868 kvadratkilometer och ligger 99,1 meter över havet.

## Delavrinningsområde
Holmsjöstacken ingår i det delavrinningsområde (625398-148422) som SMHI kallar för Utloppet av Sillhövden. Medelhöjden är 109 meter över havet och ytan är 22,68 kvadratkilometer. Det finns inga avrinningsområden uppströms utan avrinningsområdet är högsta punkten. Avrinningsområdets utflöde Silletorpsån mynnar i havet. Avrinningsområdet består mestadels av skog (67 procent). Avrinningsområdet har 1,47 kvadratkilometer vattenytor vilket ger det en sjöprocent på 6,5 procent. Bebyggelsen i området täcker en yta av 0,94 kvadratkilometer eller 4 procent av avrinningsområdet.